# La pastora de gansos (Bouguereau)
La pastora de gansos es una pintura de 1891 de William-Adolphe Bouguereau, un exitoso pintor académico francés. La pastora de gansos es uno de los muchos ejemplos con que Bouguereau se especializó en pinturas idílicas de hermosas campesinas descalzas, jóvenes e inocentes.
Forma parte de la colección permanente del Herbert F. Johnson Museum of Art en la Universidad Cornell.